# بالوما بيكاسو
بالوما بيكاسو (بالإنجليزية: Paloma Picasso)‏ (ولدت في باريس 19 أبريل 1949)، هي فرنسية - إسبانية، مصممة أزياء وسيدة أعمال. وهي مشهورة بمجموعات مجوهراتها الخاصة بـ Tiffany & Co. والتي صممتها هي أيضًا. بالوما هي ابنة الرسامة الفرنسية فرانسواز جيلوت والرسام الأسباني المشهور في القرن العشرين بابلو بيكاسو.
تم تمثيل بالوما بيكاسو في العديد من أعمال والدها، مثل Paloma with an Orange وPaloma in Blue .

## المسار المهني
بدأت مسيرة مجوهرات بالوما بيكاسو في عام 1968، عندما كانت مصممة أزياء في باريس. جذبت بعض قلائد حجر الراين التي صنعتها من الأحجار المشتراة في أسواق السلع المستعملة انتباه النقاد. بتشجيع من هذا النجاح المبكر، تابع المصمم التعليم الرسمي في تصميم المجوهرات. بعد مرور عام، قدمت السيدة بيكاسو جهودها الأولى إلى صديقتها، المصمم الشهير إيف سان لوران، الذي كلفها على الفور بتصميم الإكسسوارات لمرافقة إحدى مجموعاته. بحلول عام 1971، كانت تعمل في شركة المجوهرات اليونانية Zolotas.
في عام 1980 بدأت بيكاسو في تصميم المجوهرات لشركة Tiffany & Co في نيويورك. في عام 1984 بدأت تجربة العطر، وصنعت عطر "Paloma" لشركة L'Oréal . وصفها بيكاسو في صحيفة نيويورك بوست بأنها مخصصة «لنساء قويات مثلها». تم إنتاج مستحضرات التجميل وخط الاستحمام بما في ذلك غسول الجسم والبودرة وجل الاستحمام والصابون في نفس العام.
حصل متحفان أمريكيان على أعمال السيدة بيكاسو لمجموعاتهما الدائمة. يقع في المتحف الوطني للتاريخ الطبيعي التابع لمعهد سميثسونيان، عقد كونزيت وزنه 396.30 قيراطًا من تصميمها. ويمكن لزوار متحف فيلد للتاريخ الطبيعي في شيكاغو مشاهدة سوارها المصنوع من حجر القمر الذي يبلغ وزنه 408.63 قيراطًا والمرصع بـ «صاعقة البرق».
في عام 1988، تم تكريم السيدة بيكاسو من قبل The Fashion Group باعتبارها واحدة من «النساء اللائي حققن تأثيرًا غير عادي على صناعتنا». منحتها شركة Hispanic Designers Inc. جائزة MODA للتميز في التصميم. منذ عام 1983، كانت عضوًا في قائمة أفضل الأزياء العالمية.
في عام 2010، احتفلت بيكاسو بالذكرى الثلاثين لتأسيسها مع تيفاني أند كو من خلال تقديم مجموعة تعتمد على حبها للمغرب، تسمى مراكش. في عام 2011، أطلقت مجموعتها فينيتسيا، التي تحتفل بمدينة البندقية وزخارفها.

## اللون الأحمر
تميل بالوما بيكاسو إلى اللون الأحمر؛  فكان يطلق على أحمر شفاهها الأحمر «بطاقات الاتصال الخاصة بها». يقول فرانسوا نارس عن بالوما، «الأحمر هو علامتها التجارية». «إنه توقيعها الذي يحدد، كما يمكن للمرء أن يقول، الفترة الحمراء للمصمم.» 
بدأ افتتانها باللون الأحمر في سن مبكرة، عندما بدأت في وضع أحمر الشفاه في سن السادسة  أصبحت معروفة من خلال أحمر شفاهها الأحمر؛ «ملفها الزاوي بمثابة تذكير بميول والدها التكعيبية.»  عندما تشعر برغبة في البقاء في وضع التخفي، تتجنب ببساطة ارتداء أحمر شفاهها الأحمر: «الشفاه الحمراء أصبحت توقيعي، لذلك عندما لا أريد التعرف عليّ، لا أرتديها.» 

## الحياة الشخصية
في عام 1978، تزوجت بيكاسو من الكاتب المسرحي والمخرج رافائيل لوبيز-كامبيل (المعروف أيضًا باسم رافائيل لوبيز-سانشيز) في حفل زفاف بطابع أبيض وأسود. وتطلق الزوجان فيما بعد. في عام 1999، ثم تزوجت بيكاسو من الدكتور إريك ثيفينيت، وهو دكتور في طب تقويم العظام. قدم اهتمام Thévenet بالفن والتصميم نظرة ثاقبة نحو إنشاء مجموعات مجوهرات بيكاسو. تعيش بالوما بيكاسو وزوجها في لوزان بسويسرا ومراكش بالمغرب.

## وصلات خارجية
- بالوما بيكاسو على موقع IMDb (الإنجليزية)
- بالوما بيكاسو على موقع مونزينجر (الألمانية)
- بالوما بيكاسو على موقع قاعدة بيانات الفيلم (الإنجليزية)